# Били смо војници
Били смо војници (енгл. We were soldiers) је амерички ратни филм из 2002. који је режирао Рандал Волас. Филм приказује драматичну битку за Ја Дранг која се догодила новембра 1965. Била је то прва велика битка у Вијетнамском рату, у којој су учествовале америчке снаге. Главну улогу је одиграо Мел Гибсон. Радња филма, а самим тим и цели филм, је темељен на књизи "Били смо војници некада... и млади" (енгл. We Were Soldiers Once ... And Young), коју су заједно написали генерал Хал Мур и репортер Џозеф Л. Галовеј, учесници битке.

## Радња
Прича о првој великој америчкој бици (битка за Ја Дранг) у раној фази Вијетнамског рата и свим војницима који су били у њој (и америчким и вијетнамским). На челу батаљона ваздушне коњице се налази Хал Мур (Мел Гибсон), рођени вођа који је одан својим војницима које припрема за суделовање у првој бици Вијетнамског рата. Прича надаље говори о суделовању војника у бици за долину Ја Дранг. Филм такође приказује и мању причу која говори о томе како Мурова жена (Мадлен Стоу) заједно са још једном женом војника преузима посао достављања телеграма којима се информишу породице и блиски рођаци који живе у Форт Бенингу о смрти њихових најмилијих. Пре него што крену на пут за Вијетнам, Мур одржава дирљиви говори свом батаљону, у којем каже: „Не могу вам свима обећати како ћу вас све вратити кући живе, но обећаћу вам ово: Бићу први који ће крочити ногом на бојно поље и бићу последњи који ће са њега отићи. И никога нећу остављати за нама. Мртви, или живи, сви се заједно враћамо кући." Ноћ пре него што крену према Вијетнаму одвија се некаква забава за официре којима је додељена команда над претходно спомињаним батаљоном. Током те вечери Мур сазнаје од њему надређеног официра како ће његов батаљон бити назван као 7. батаљон, након чега он постаје потиштен и то из разлога јер се 7. батаљоном звао и батаљон којим је командовао генерал Џорџ Кастер, а који је потучен у бици код Литл Бигхорна и због тога што Линдон Б. Џонсон открива како ће рат бити вођен „на јефтини начин“, без објављивања националне узбуне, што је за Мура значило како ће рат морати водити без подршке својих старих, искусних и врхунски обучених војника. Мур заправо тиме сазнаје како под команду добија тек 25% својих искусних војника. Прича филма потом води у битку за Ја Дранг и мења перспективу из које се посматра битка из оне америчке у вијетнамску. У филму вијетнамске снаге су приказане са поштовањем. Након три дана жестоке борбе, наизглед победничке америчке снаге се повлаче. На крају филма је посебно наглашено како је Мур стварно последњи човек који одлази са бојног поља, односно како се повлачи тек када је сигуран како су сви његови војници, били живи или мртви, повучени са бојног поља.

## Улоге
| Глумац           | Улога                          |
| ---------------- | ------------------------------ |
| Мел Гибсон       | пуковник Хал Мур               |
| Мадлен Стоу      | Џулијен Мур                    |
| Грег Кинир       | Мајор Брус „Змија“ Крандал     |
| Сем Елиот        | старији водник Базил Л. Пламли |
| Крис Клајн       | потпоручник Џек Гоган          |
| Кери Расел       | Барбара Гоган                  |
| Бари Пепер       | Џозеф Л. Галовеј               |
| Дон Двонг        | потпуковник Нгујен Ху Ан       |
| Рајан Херст      | наредник Ерни Севиџ            |
| Роберт Багнел    | 1. поручник Чарли Хејстингс    |
| Марк Блукас      | 2. поручник Хенри Херик        |
| Џош Доерти       | Роберт Велет                   |
| Хсу Гарсија      | капетан Тони Надал             |
| Џон Хам          | капетан Мет Дилон              |
| Кларк Грег       | капетан Том Мецкер             |
| Дилан Волш       | капетан Роберт Едвардс         |
| Марк Макракен    | капетан Ед „Превисоки“ Фриман  |
| Девон Веркхајзер | Стив Мур                       |

## Зарада
- Зарада у САД - 78.122.718 $
- Зарада у иностранству - 36.538.066 $
- Зарада у свету - 114.660.784 $